# تيرا ألتا، بارا
تيرا ألتا، بارا بلدية في ولاية بارا في المنطقة الشمالية من البرازيل. حتى عام 2010 ، بلغ عدد سكان البلدية 10،254.